# Saison 1928-1929 du KV Malines
Chronologie
Saison suivante
La saison 1928-1929 du FC Malinois voit le club évoluer en Division d'Honneur. C'est la 4e saison du club au plus haut niveau du football belge. 

## Résultats

### Championnat
| 1re journée               | FC Malinois | 2 - 1 | Berchem Sport | Stade Achter de Kazerne, Malines |
| Dimanche 2 septembre 1928 |             |       |               |                                  |

| 2e journée                | RRC Bruxelles | 2 - 2 | FC Malinois | Stade du Vivier d'Oie, Uccle |
| Dimanche 9 septembre 1928 |               |       |             |                              |

| 3e journée                 | FC Malinois | 0 - 1 | Royal Antwerp FC | Stade Achter de Kazerne, Malines |
| Dimanche 16 septembre 1928 |             |       |                  |                                  |

| 4e journée                 | Liersche SK | 3 - 2 | FC Malinois | Lispersteenweg, Lierre |
| Dimanche 23 septembre 1928 |             |       |             |                        |

| 5e journée              | ARA La Gantoise | 2 - 1 | FC Malinois | Stade Jules-Otten, Gand |
| Dimanche 7 octobre 1928 |                 |       |             |                         |

| 6e journée               | FC Malinois | 7 - 1 | Daring Club de Bruxelles | Stade Achter de Kazerne, Malines |
| Dimanche 14 octobre 1928 |             |       |                          |                                  |

| 7e journée               | Royal Tilleur FC | 3 - 6 | FC Malinois | Stade du Pont d'Ougrée, Tilleur |
| Dimanche 21 octobre 1928 |                  |       |             |                                 |

| 8e journée                | FC Malinois | 1 - 2 | RCS Brugeois | Stade Achter de Kazerne, Malines |
| Dimanche 18 novembre 1928 |             |       |              |                                  |

| 9e journée                | RC Malines | 2 - 1 | FC Malinois | Antwerpsesteenweg, Malines |
| Dimanche 25 novembre 1928 |            |       |             |                            |

| 10e journée              | FC Malinois | 5 - 1 | Union Saint-Gilloise | Stade Achter de Kazerne, Malines |
| Dimanche 2 décembre 1928 |             |       |                      |                                  |

| 11e journée              | Royal Beerschot AC | 2 - 0 | FC Malinois | Stade olympique d'Anvers, Anvers |
| Dimanche 9 décembre 1928 |                    |       |             |                                  |

| 12e journée               | FC Malinois | 7 - 0 | Royal Standard Club Liège | Stade Achter de Kazerne, Malines |
| Dimanche 16 décembre 1928 |             |       |                           |                                  |

| 13e journée               | RRC Gand | 4 - 4 | FC Malinois | Stade Emmanuel-Hiel, Gand |
| Dimanche 23 décembre 1928 |          |       |             |                           |

| 14e journée               | Berchem Sport | 2 - 0 | FC Malinois | Grote Steenweg, Berchem |
| Dimanche 30 décembre 1928 |               |       |             |                         |

| 15e journée             | FC Malinois | 3 - 0 | RRC Bruxelles | Stade Achter de Kazerne, Malines |
| Dimanche 6 janvier 1929 |             |       |               |                                  |

| 16e journée              | Royal Antwerp FC | 0 - 0 | FC Malinois | Stade du Bosuil, Anvers |
| Dimanche 13 janvier 1929 |                  |       |             |                         |

| 17e journée              | Daring Club de Bruxelles | 1 - 0 | FC Malinois | Stade Charles Malis, Bruxelles |
| Dimanche 10 février 1929 |                          |       |             |                                |

| 18e journée          | RCS Brugeois | 2 - 2 | FC Malinois | Stade du RCS Brugeois, Bruges |
| Dimanche 3 mars 1929 |              |       |             |                               |

| 19e journée           | FC Malinois | 6 - 4 | RC Malines | Stade Achter de Kazerne, Malines |
| Dimanche 10 mars 1929 |             |       |            |                                  |

| 20e journée           | Union Saint-Gilloise | 3 - 3 | FC Malinois | Stade Joseph-Marien, Forest |
| Dimanche 17 mars 1929 |                      |       |             |                             |

| 21e journée           | FC Malinois | 0 - 0 | Liersche SK | Stade Achter de Kazerne, Malines |
| Dimanche 24 mars 1929 |             |       |             |                                  |

| 22e journée           | FC Malinois | 2 - 2 | Royal Beerschot AC | Stade Achter de Kazerne, Malines |
| Dimanche 7 avril 1929 |             |       |                    |                                  |

| 23e journée            | Royal Standard Club Liège | 3 - 1 | FC Malinois | Stade de Sclessin, Liège |
| Dimanche 14 avril 1929 |                           |       |             |                          |

| 24e journée            | FC Malinois | 1 - 1 | RRC Gand | Stade Achter de Kazerne, Malines |
| Dimanche 28 avril 1929 |             |       |          |                                  |

| 25e journée          | FC Malinois | 3 - 1 | Royal Tilleur FC | Stade Achter de Kazerne, Malines |
| Dimanche 19 mai 1929 |             |       |                  |                                  |

| 26e journée          | FC Malinois | 3 - 2 | ARA La Gantoise | Stade Achter de Kazerne, Malines |
| Dimanche 2 juin 1929 |             |       |                 |                                  |

### Classement final
| Rang | Équipe                   | Pts | J  | G  | N  | P  | Bp | Bc | Diff |
| ---- | ------------------------ | --- | -- | -- | -- | -- | -- | -- | ---- |
| 1    | R. Beerschot AC'''T      | 39  | 26 | 16 | 7  | 3  | 62 | 31 | +31  |
| 2    | R. Antwerp FC            | 39  | 26 | 17 | 5  | 4  | 50 | 24 | +26  |
| 3    | RC de Malines            | 31  | 26 | 14 | 3  | 9  | 58 | 56 | +2   |
| 4    | R. CS Brugeois           | 29  | 26 | 13 | 3  | 10 | 50 | 39 | +11  |
| 5    | R. RC de Gand            | 28  | 26 | 11 | 6  | 9  | 60 | 49 | +11  |
| 6    | FC Malinois              | 26  | 26 | 9  | 8  | 9  | 62 | 45 | +17  |
| 7    | Berchem Sport            | 26  | 26 | 9  | 8  | 9  | 48 | 41 | +7   |
| 8    | R. Racing CB             | 26  | 26 | 10 | 6  | 10 | 48 | 44 | +4   |
| 9    | Daring CB SR             | 25  | 26 | 9  | 7  | 10 | 88 | 45 | +43  |
| 10   | Union Royale St-Gilloise | 23  | 26 | 6  | 11 | 9  | 53 | 65 | -12  |
| 11   | Liersche SK              | 23  | 26 | 8  | 7  | 11 | 40 | 47 | -7   |
| 12   | R. Standard CL           | 23  | 26 | 9  | 5  | 12 | 38 | 55 | -17  |
| 13   | ARA La Gantoise          | 17  | 26 | 7  | 3  | 16 | 53 | 76 | -23  |
| 14   | R. Tilleur FC            | 9   | 26 | 4  | 1  | 21 | 36 | 79 | -43  |

Légende
- Champion de Belgique 1929
- Clubs devant disputer un test-match pour désigner le champion
- Club relégué pour la saison suivante

Abréviations
T : Tenant du titre 1928

 : nouveau venu depuis la saison précédente

## Statistiques

### Classement des buteurs
Voici ici les buteurs du FC Malinois toute compétitions confondues.
| 20 buts - Désiré Bourgeois 12 buts - Gabriël Noëth - Felix Andries 8 buts - Arthur Sterckx | 3 buts - Auguste Hellemans - Louis Verbiest 1 but - André Govaerts - Arthur Hendrickx |